# Aeschremon tenalis
Aeschremon tenalis là một loài bướm đêm trong họ Crambidae.